# Barosa
Barosa is een plaats (freguesia) in de Portugese gemeente Leiria en telt 1846 inwoners (2001).